# Ecuație diferențială
În matematică, o ecuație diferențială este o ecuație pentru o funcție necunoscută de una sau mai multe variabile; ea are forma unei relații între funcția însăși și un număr de derivate ale sale de diferite ordine. Ecuațiile diferențiale au un rol important în formularea cantitativă a problemelor din știință și tehnică.
O ecuație diferențială ordinară determină dependența funcției necunoscute de o singură variabilă și conține doar derivate în raport cu această variabilă. O ecuație cu derivate parțiale se referă la o funcție de mai multe variabile și conține derivate parțiale.

## Software
- Maple:[1] dsolve
- Xcas:[2] desolve(y'=k*y,y)